# Progress M-29M
Progress M-29M (ryska: Прогресс М-29M) eller som NASA kallar den, Progress 61 eller 61P, är en rysk obemannad rymdfarkost som levererat förnödenheter, syre, vatten och bränsle till Internationella rymdstationen (ISS). Farkosten sköts upp från Kosmodromen i Bajkonur, med en Sojuz-U-raket, den 1 oktober 2015. Farkosten dockade med rymdstationen några timmar efter uppskjutningen. Den lämnade stationen den 30 mars 2016.
Farkosten fortsatte att snurra runt jorden i drygt en vecka innan den enligt plan brann upp i jordens atmosfär, den 8 april 2016. Under denna tid genomfördes ett antal tester av farkosten.
Progress M-29M var den sista farkosten av Progress-M 11F615A60 modellen.

### Fotnoter
1. ↑  ”NASA Space Science Data Coordinated Archive” (på engelska). NASA. https://nssdc.gsfc.nasa.gov/nmc/spacecraft/display.action?id=2015-055A. Läst 1 mars 2020.
2. ↑  russianspaceweb.com Arkiverad 1 oktober 2015 hämtat från the Wayback Machine., läst 27 december 2016.